# 카시롤라

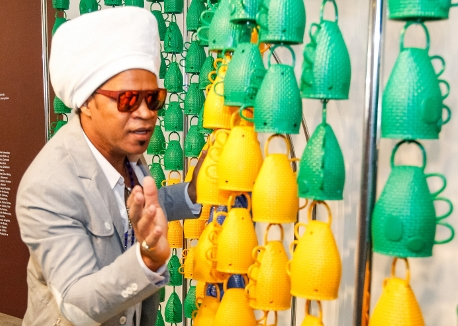
카시롤라

카시롤라(포르투갈어: caxirola)는 브라질의 악기이다. 2010년 FIFA 월드컵 남아프리카 대회에서 현지 서포터가 대회의 분위기 고취의 일환으로 부부젤라라는 악기를 사용하여 응원한 것을 참고로 2014년 FIFA 월드컵을 개최하는 브라질이 대회 공인의 응원 상품으로 개발한 것이다.